# Isle of Men
Isle of Men – pierwsze demo norweskiego zespołu metalowego In the Woods..., wydane w 1993 roku. Muzykę zawartą na tym demie można określić jako atmosferyczny black metal. Limitowane do 2200 sztuk.

## Lista utworów
1. "The Wings of My Dreamland" - 4:15
2. "Tell De Døde" - 10:39
3. "In the Woods..." - 5:33
4. "Creations of an Ancient Shape" - 7:45
5. "Wotan's Return" - 18:38

## Twórcy
- Christian Botteri - gitara basowa, śpiew
- Christopher Botteri - gitara
- Anders Kobro - perkusja
- Oddvar Moi - gitara
- Jan Kennet Transeth - śpiew